# Difosfato de crisantemilo sintasa
En enzimología, la difosfato de crisantemilo sintasa (EC 2.5.1.67) es una enzima involucrada en la biosíntesis de terpenoides. Esta enzima también se conoce como CPPasa. Cataliza la reacción química que se muestra a continuación (codificada por colores para mostrar cómo se vinculan los precursores):
El sustrato de CPPasa es difosfato de dimetilalilo. Los dos productos son el anión pirofosfato y difosfato de crisantemilo.
Esta enzima está involucrada en la biosíntesis de piretrinas, insecticidas altamente potentes que se encuentran en algunas flores. El nombre sistemático de esta clase de enzimas es dimetilalil-difosfato: dimetilalil-difosfato dimetilaliltransferasa (formadora de difosfato de crisantemilo).